# Aplesilus
Aplesilus — рід жуків родини Довгоносики (Curculionidae).

## Зовнішній вигляд
Основні ознаки роду:
- головотрубка довша за ⅔ передньоспинки, вкрита грубими зморшками та крапками, з блискучим тупим кілем, вкороченим спереду і ззаду, вздовж кіля — поздовжні зморшки, крайових кілів немає;
- передньоспинка трохи вужча за надкрила, майже квадратна, спереду з ледь помітною перетяжкою;
- надкрила без білих поперекових смуг, з тонкими крапковими борозенками, проміжки між ними пласкі й широкі, спереду зморшкуваті, але без зерняток;
- ноги густо вкриті сірими волосками, стегна з густими голими плямами,;
- тіло чорне, вкрите зверху тонкими рідкими, а знизу — товстими густими білими волосками, крізь які видно густі голі точки.

До цього роду віднесений один вид — Aplesilus ruginodis, довжина тіла якого становить 18 мм. Опис виду дивись

## Спосіб життя
Не вивчений. Ймовірно, він типовий для Cleonini .

## Географічне поширення
Aplesilus ruginodis знайдений в Ірані та Афганістані.

## Класифікація
У роді описаний лише один вид —Aplesilus ruginodis Reitter, 1913.